# Сухопутні війська Японії
Сухопутні Сили Самооборони Японії (яп. 陸上自衛隊, りくじょうじえいたい, рікудзьо дзіейтай; англ. Japan Ground Self-Defense Force, JGSDF) — сухопутні війська Японії. Складова частина японських Сил Самооборони. Особливий орган Міністерства оборони. Очолюється головою штабу сухопутних Сил Самооборони. Створені 1 липня 1954 року, як найбільший з трьох видів збройних сил.
Нові військові інструкції, оголошені в грудні 2010 року, спрямовують Сили самооборони Японії від їх зосередженості періоду холодної війни на стримуванні Радянського Союзу до нового зосередження на протидії комуністичному Китаю, особливо стосовно суперечки щодо островів Сенкаку.
СССЯ діє під командуванням начальника сухопутного штабу, який базується в місті Ічіґая, Сіндзюку, Токіо. Нинішній начальник штабу — генерал Йошіхіде Йосіда. У 2018 році JGSDF налічував близько 150 000 солдатів.

## Історія
Див. Військова історія Японії та Імперська армія Японії

### XX століття
Незабаром після закінчення війни на Тихому океані в 1945 році, коли Японія прийняла Потсдамську декларацію, японська імператорська армія та японський імператорський флот були розформовані за наказом Верховного головнокомандувача союзними силами (SCAP). Обидва були замінені окупаційними силами Збройних сил США, які взяли на себе відповідальність за зовнішню оборону Японії.
Дуглас Макартур наполягав на тому, щоб Японія не мала зброї, яку можна було б використовувати для вирішення міжнародних суперечок або навіть для власної самооборони. Відповідно, під час розробки Конституції Японії в 1946 році була додана стаття 9, в якій говориться, що «японський народ назавжди відмовляється від війни як суверенного права нації та від загрози силою або її застосування як засобу вирішення міжнародних суперечок». «Для досягнення мети попереднього абзацу сухопутні, морські та повітряні сили, а також інший військовий потенціал ніколи не будуть підтримуватися. Право держави на ведення війни не буде визнано». Вважається, що голова спеціальної сесії парламенту Хітоші Ашіда додав пункт «Щоб досягти мети попереднього абзацу» в середині статті 9. Метою цієї фрази було дозволити створення військових сил в Японії, які будуть призначені для захисту Японії, а не для вирішення міжнародних суперечок. Тоді прем’єр-міністр Шіґеру Йосіда прийняв це формулювання та зміг переконати США дозволити Японії керувати "силами самооборони".
Відповідно до умов Договору про взаємне співробітництво та безпеку між Сполученими Штатами та Японією, війська Сполучених Штатів, дислоковані в Японії, мали протистояти зовнішній агресії проти Японії, тоді як японські війська, наземні та морські, мали протидіяти внутрішнім загрозам і стихійним лихам. Лише після початку Корейської війни Макартур дозволив прем'єр-міністру Сіґеру Йосіда створити Національний поліцейський резерв чисельністю 75 000 осіб. Наступне розширення відбулося в 1952 році, коли як компроміс перед лицем закликів США створити армію чисельністю 350 000 осіб Національний поліцейський резерв перейменували в Національні сили безпеки та розширили до 110 000 осіб.
У 1954 році прем’єр-міністр Йосіда змусив парламент ухвалити закони про заснування оборонного агентства та про сили самооборони, які чітко дозволяли збройним силам «захищати Японію від прямої та непрямої агресії та, коли це необхідно, підтримувати громадський порядок». 1 липня 1954 р. Раду національної безпеки реорганізували в Агентство оборони, а Сили національної безпеки після були реорганізовані в Японські наземні сили самооборони (сухопутні війська), Японські морські сили самооборони (ВМС) і Японські повітряні сили самооборони (Повітряні сили), з генералом Кейзо Хаясі, призначеним першим головою Ради Об'єднаного штабу — професійним керівником трьох видів збройних сил. Законодавчими актами для цього був Закон про сили самооборони 1954 року [Закон № 165 1954 року].
Того року фактична чисельність сухопутних, морських і повітряних сил самооборони досягла 146 285 осіб, озброєних в основному старовинним спорядженням часів Другої світової війни США. Принаймні до 1970-х років наземні СС не були розбудовані до необхідного рівня, щоб перемогти спробу вторгнення з півночі – поінформовані чиновники підрахували, що хоча офіційно стверджується, що боєприпасів мало вистачити на два місяці бойових дій, насправді їх було б витрачено за тиждень або менше.
У 1970-х роках Сухопутні сили самооборони Японії мали сумнівну здатність стримувати радянське вторгнення на Хоккайдо. Збігнєв Бжезінський зауважив у 1972 році, що вони, здавалося, оптимізовані для боротьби з «радянським вторгненням, здійсненим за американськими моделями чверть століття тому». Через три роки, у 1975 році, Осаму Кайхара, колишній секретар Ради національної оборони, повідомив у «U.S. News & World Report», що СС були б абсолютно неефективними під час будь-якої радянської атаки, оскільки наземні СС могли битися як армія лише три-чотири дні. У той час як нині ці сили є ефективною армією чисельністю близько 150 000 осіб, їх очевидна важливість донедавна, здавалося, знизилася із закінченням холодної війни, і спроби переорієнтувати сили в цілому на нові місії після холодної війни були заплутані в серії внутрішніх політичних суперечок.

### XXI століття
Від 27 березня 2004 року, Оборонна агенція Японії створила Групу спеціальних операцій у складі СССЯ, як їх Антитерористичний підрозділ.
У 2015 році парламент Японії ухвалив закон, який дозволив змінити тлумачення статті 9 конституції. Персонал ССЯ тренується з американськими військами в десантних загонах, призначених для захоплення віддалених островів.
Японія активувала свій перший підрозділ морської піхоти після Другої світової війни 7 квітня 2018 року. Морські піхотинці амфібійної бригади швидкого розгортання навчаються протистояти загарбникам з окупованих японських островів уздовж краю Східно-Китайського моря.
Британські війська Почесної артилерійської батареї (HAC) 2 жовтня 2018 року вперше провели польові навчання разом із японськими солдатами СССЯ в Ояма, префектура Сідзуока. Це також стало першим в історії випадком, коли іноземні солдати, крім американців, проводили польові навчання на японській землі. Метою було покращити їх стратегічне партнерство та співпрацю у сфері безпеки. Говорячи про напруженість щодо Північної Кореї, генерал-лейтенант Патрік Сандерс сказав, що Японії «не доведеться воювати самій».
СССЯ та Індійська армія провели свої перші спільні військові навчання в індійському штаті Мізорам з 27 жовтня по 18 листопада 2018 року, відпрацьовуючи антитерористичні навчання та покращуючи двосторонню співпрацю між 60 японцями та індійськими офіцерами.
У березні 2019 року Міністерство оборони створило свій перший регіональний підрозділ кіберзахисту в Західній армії Сухопутних сил самооборони Японії (JGSDF) для захисту комунікацій оборони від кібератак, наприклад, для персоналу, розгорнутого на віддалених островах без встановлених захищених ліній.
Уряд Японії схвалив першу в історії відправку JSDF до миротворчої операції, яка не проводилася під керівництвом ООН. Два офіцери JGSDF спостерігали за припиненням вогню між Ізраїлем та Єгиптом у командуванні Багатонаціональних сил і спостерігачів на Синайському півострові з 19 квітня до 30 листопада 2019 року.
З вересня до кінця листопада 2021 року GSDF проводив загальнонаціональні навчання з усіма підрозділами, включаючи 100 000 особового складу, 20 000 транспортних засобів, 120 літаків і МССЯ і ПССЯ, а також десантним кораблем Армії США. Це були найбільші навчання СССЯ після холодної війни у 1993 році. Навчання базуються на Керівних принципах національної оборонної програми 2019 року щодо посилення обороноздатності. Міністр оборони Нобуо Кіші сказав, що необхідно ефективно реагувати на різні ситуації.

## Поточне розгортання

### Персонал

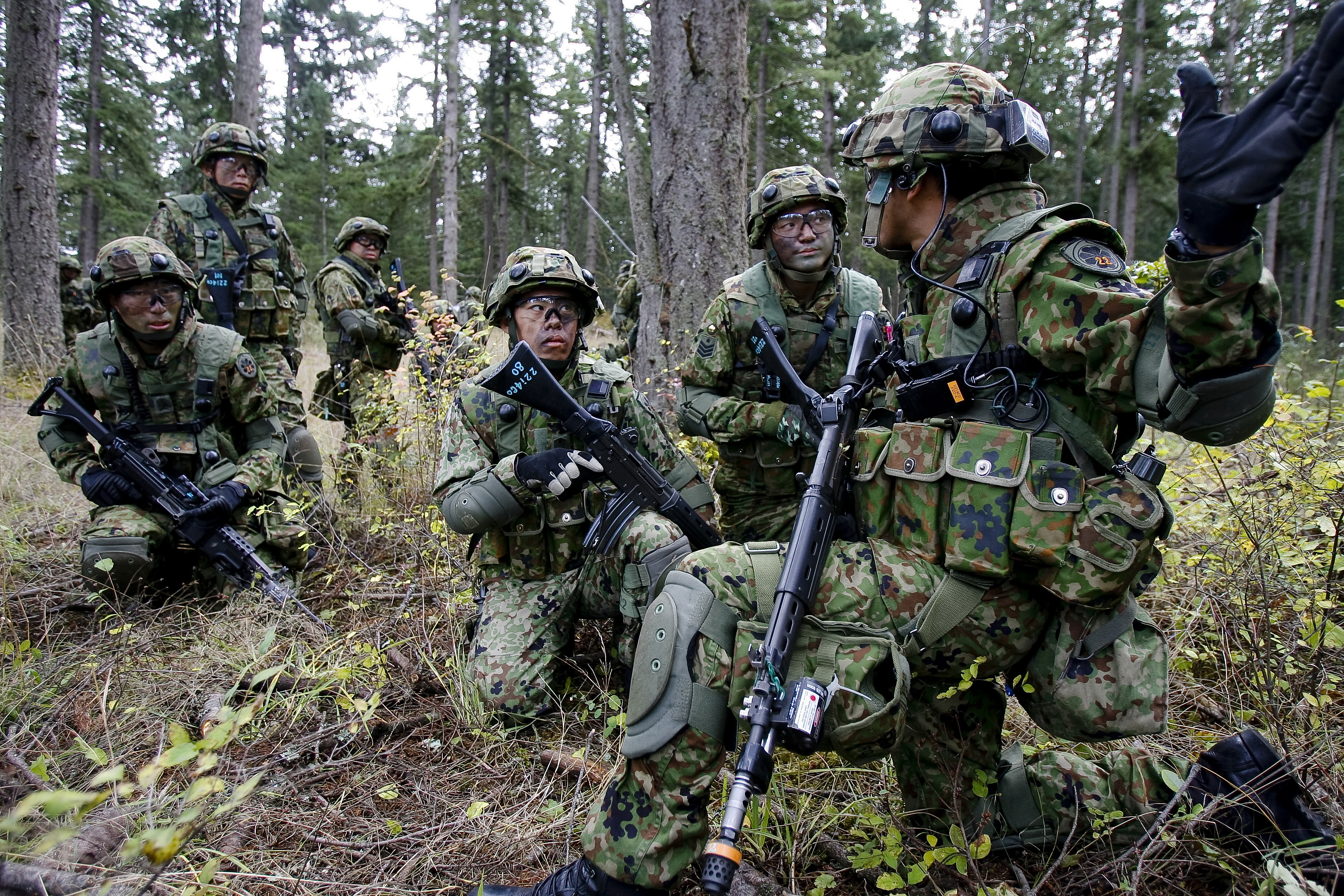
Солдати JGSDF з 22-го піхотного полку тренуються з солдатами армії США під час двосторонніх навчань у місті Форт-Льюїс Леші в жовтні 2008 року.

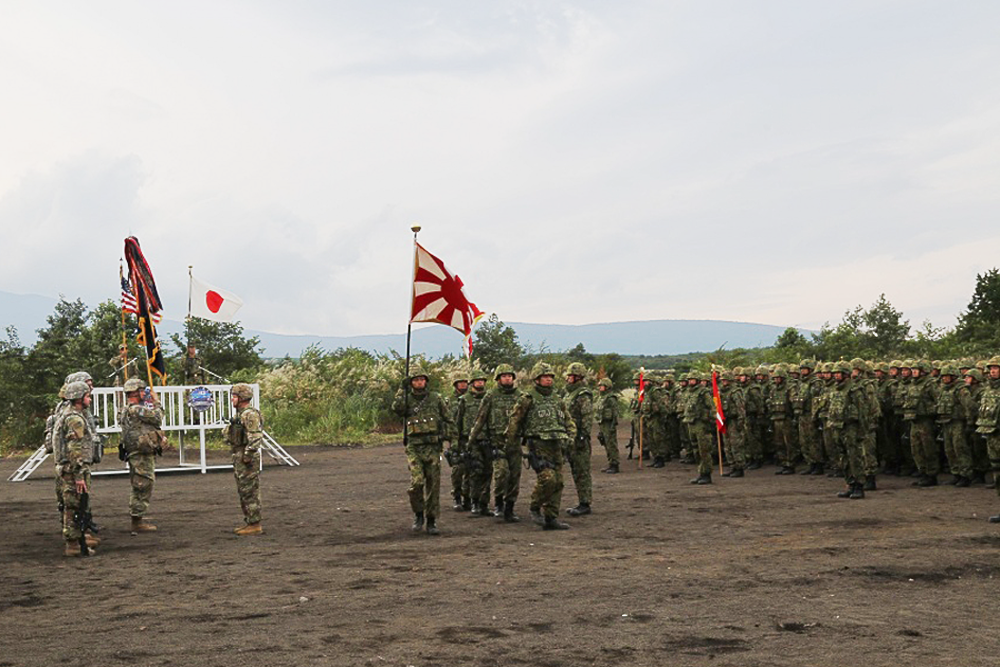
Солдати JGSDF і солдати США беруть участь у церемонії відкриття Orient Shield 2017 у таборі Шін Йокоцука, 11 вересня 2017 р.

У 1989 році в навчальній бригаді почалася базова підготовка випускників неповних середніх і старших класів академії, яка тривала близько трьох місяців. Спеціалізовані курси для рядових і унтерофіцерів (NCO) кандидатів курси були доступні в філіальних школах, і кваліфіковані сержанти могли вступати на програму для кандидатів в офіцери, яка тривала від восьми до дванадцяти тижнів. Старші сержанти та випускники вісімдесятитижневих пілотних курсів сержантського складу мали право вступати до шкіл кандидатів в офіцери, як і випускники Національної оборонної академії в Йокосуці та випускники всіх чотирьох років університету. JGSDF також проводив передові технічні, льотні, медичні та командно-штабні офіцерські курси. Подібно до морських і повітряних сил, JGSDF проводив молодіжну кадетську програму, пропонуючи технічну підготовку для випускників нижчих середніх шкіл нижче призовного віку в обмін на обіцянку призову.
Через щільність населення та урбанізацію на Японських островах лише обмежені території доступні для широкомасштабних тренувань, і навіть у цих районах обмеження щодо шуму є значними. JGSDF адаптувався до цих умов, проводячи командно-штабні навчання, маневри на карті, інвестуючи в тренажери та інші навчальні програми, а також проводячи бойові навчання за кордоном у таких місцях, як Навчальний центр Якіма в Сполучених Штатах.
JGSDF має два резервних компоненти: резервний компонент швидкого реагування (即応予備自衛官制度) і основна резервна складова (一般予備自衛官制度). Бійці компоненту швидкого реагування тренуються 30 днів на рік. Члени основного резерву тренуються п'ять днів на рік. Станом на грудень 2007 року у складі резерву швидкого реагування налічувалося 8425 осіб, основного резерву – 22 404 особи.

### Оснащення

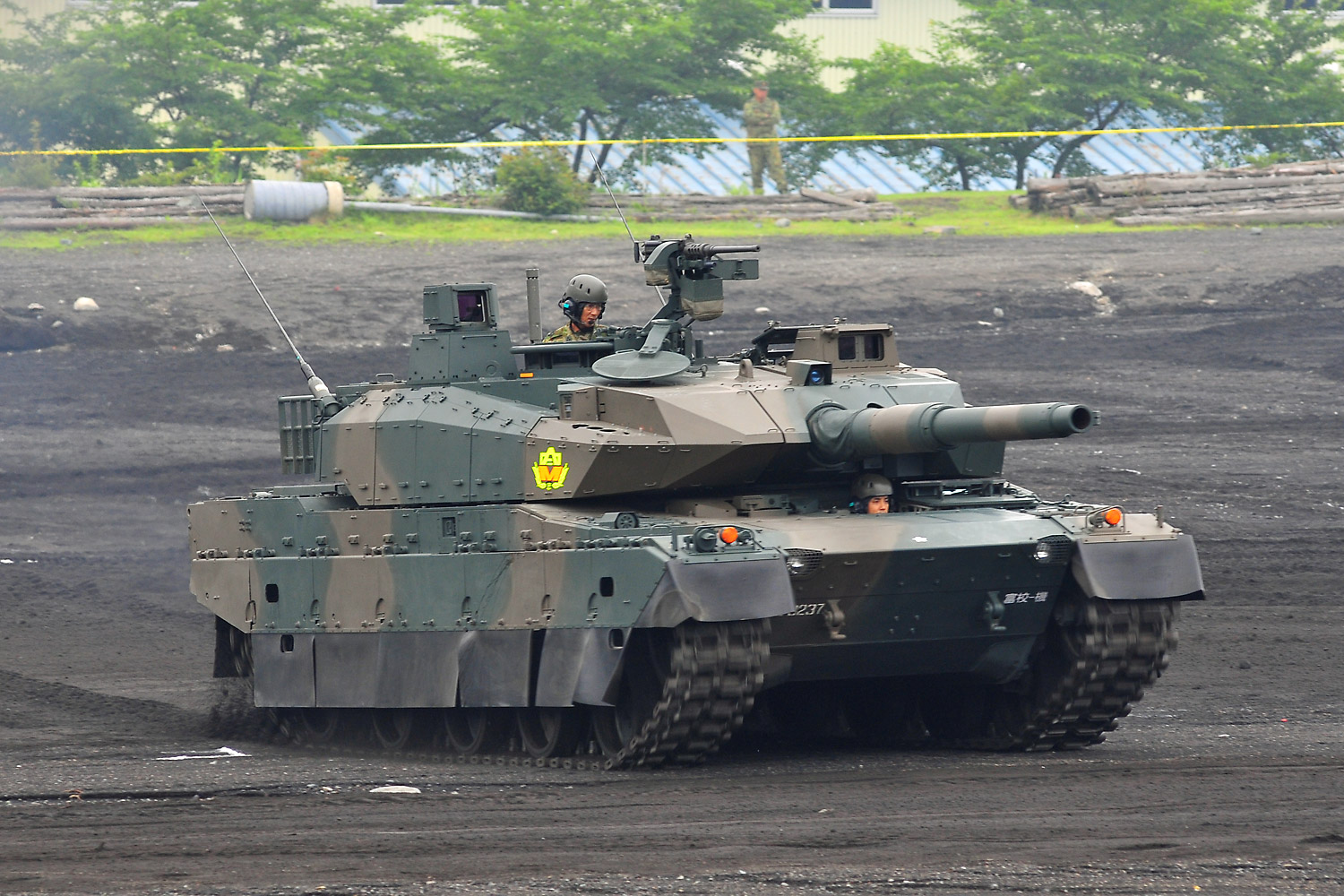
Основний бойовий танк Тип 10
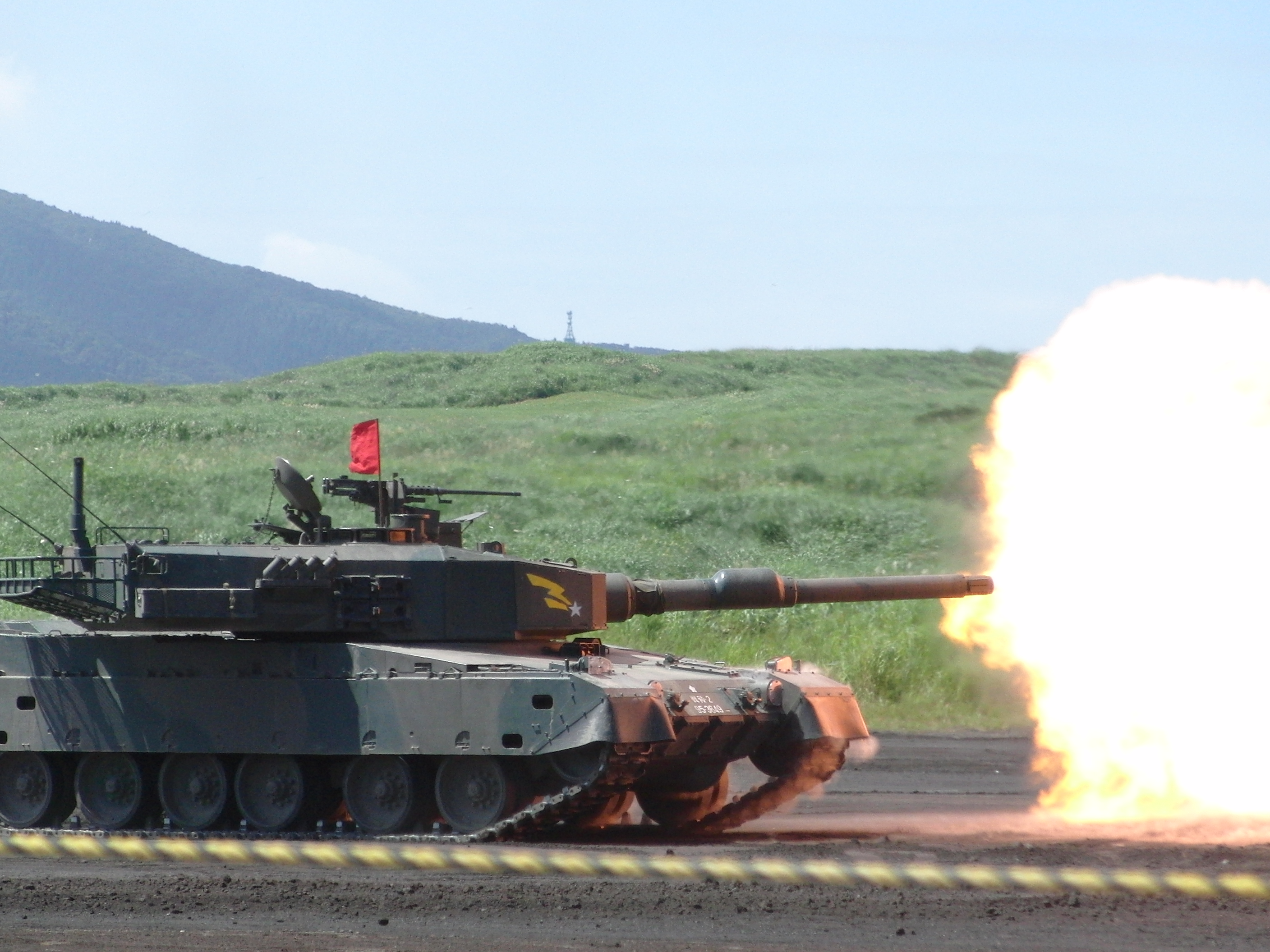
Основний бойовий танк Тип 90
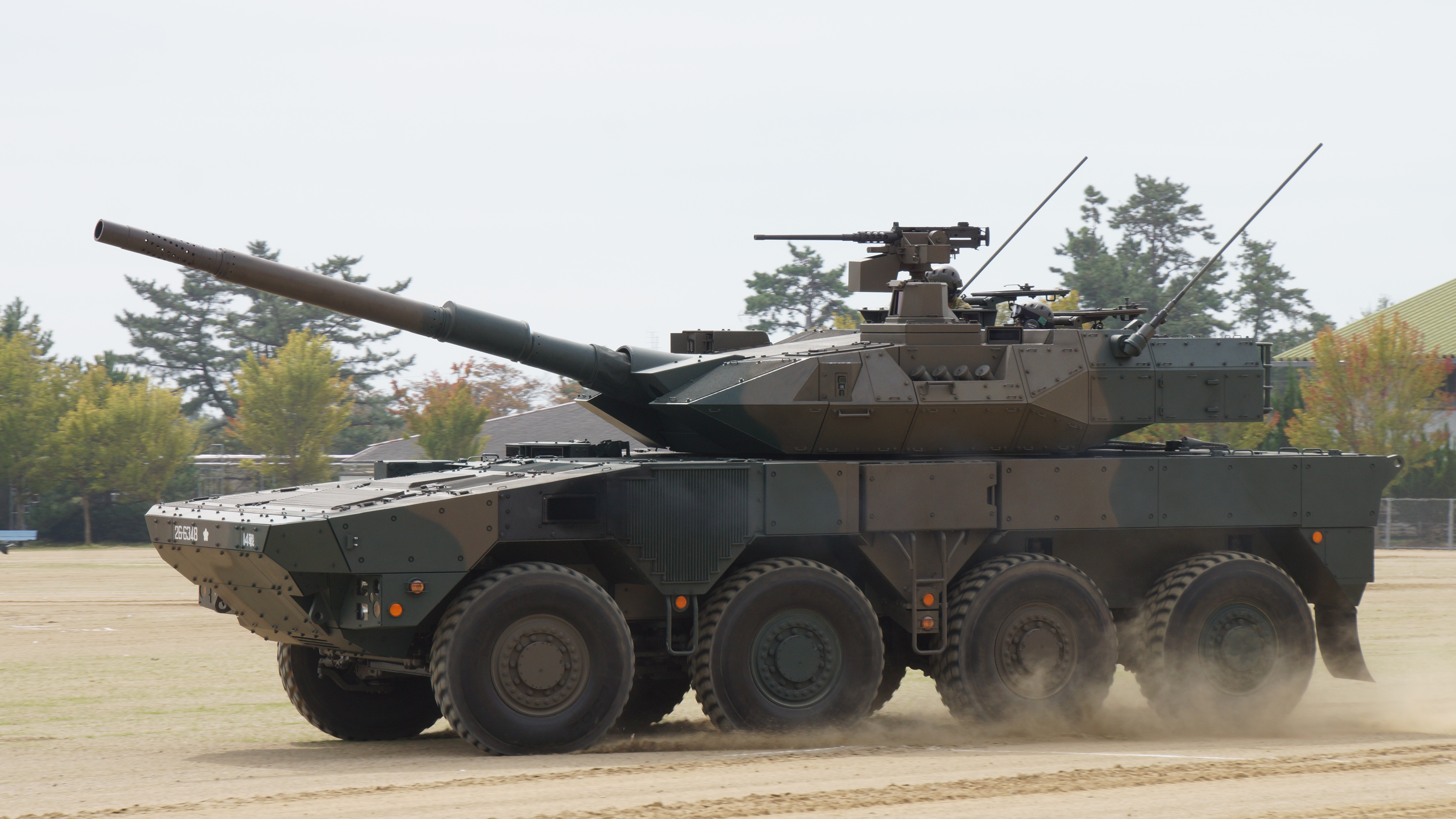
Маневрена бойова машина Тип 16
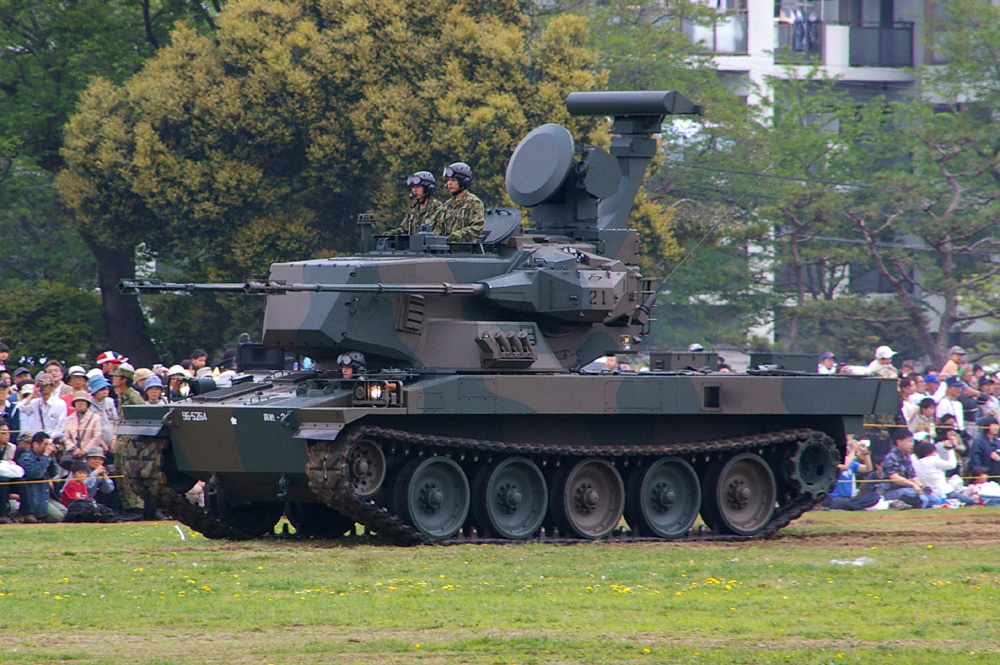
Самохідна протиповітряна установка Тип 87
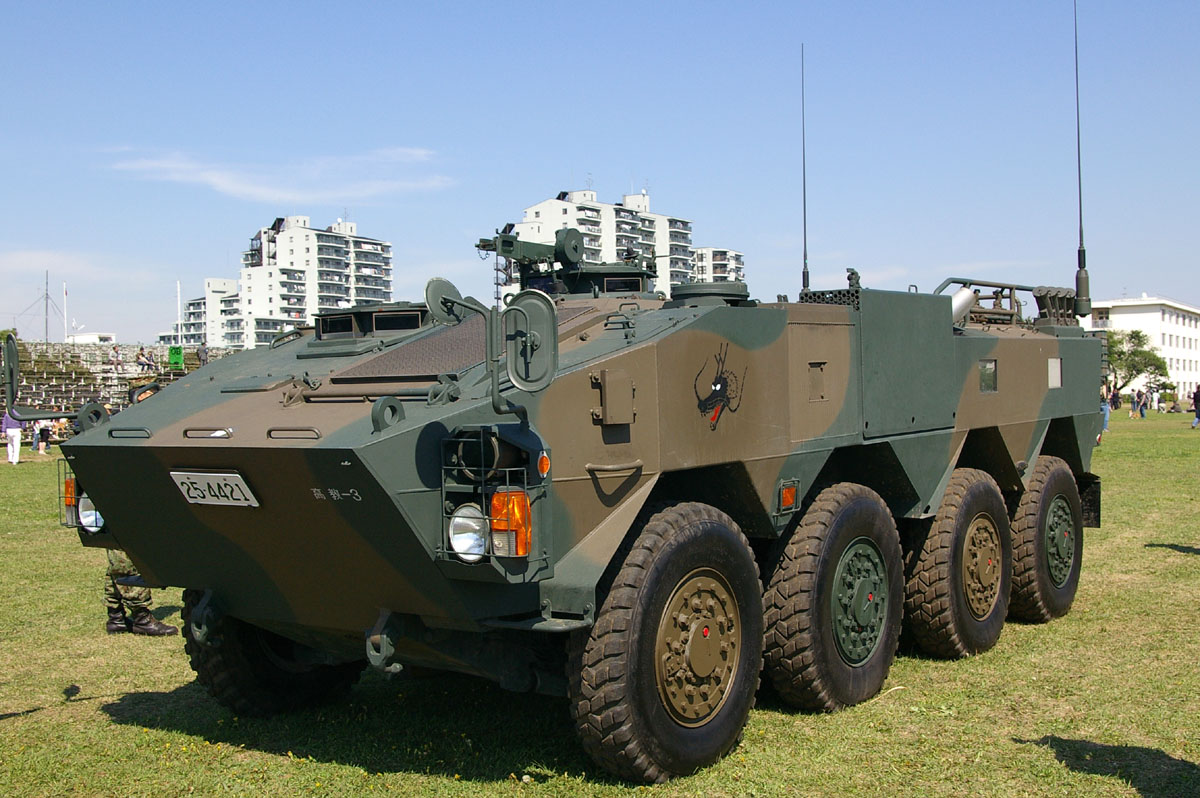
Бронетранспортер Тип 96
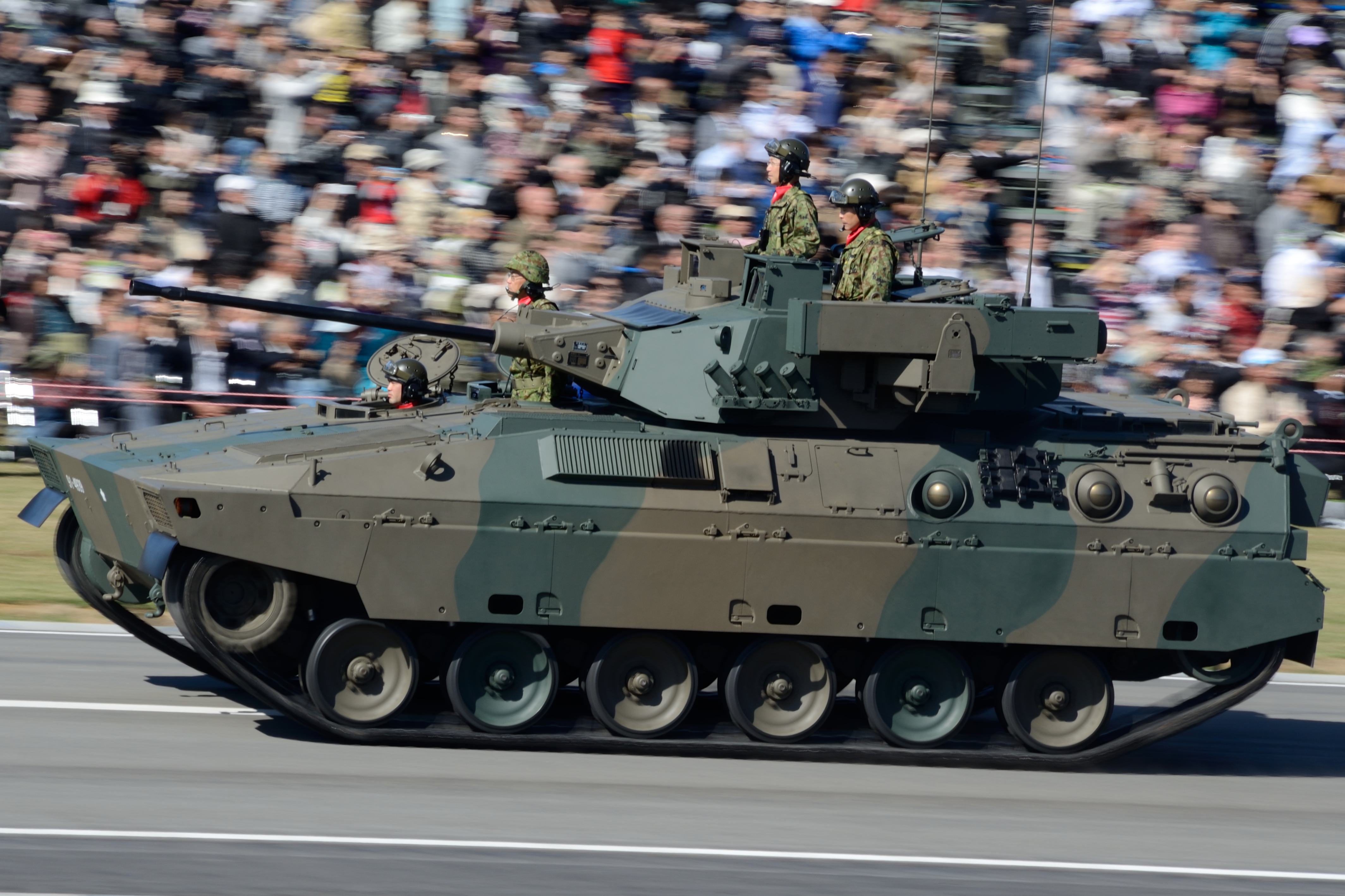
Броньована машина піхоти Тип 89
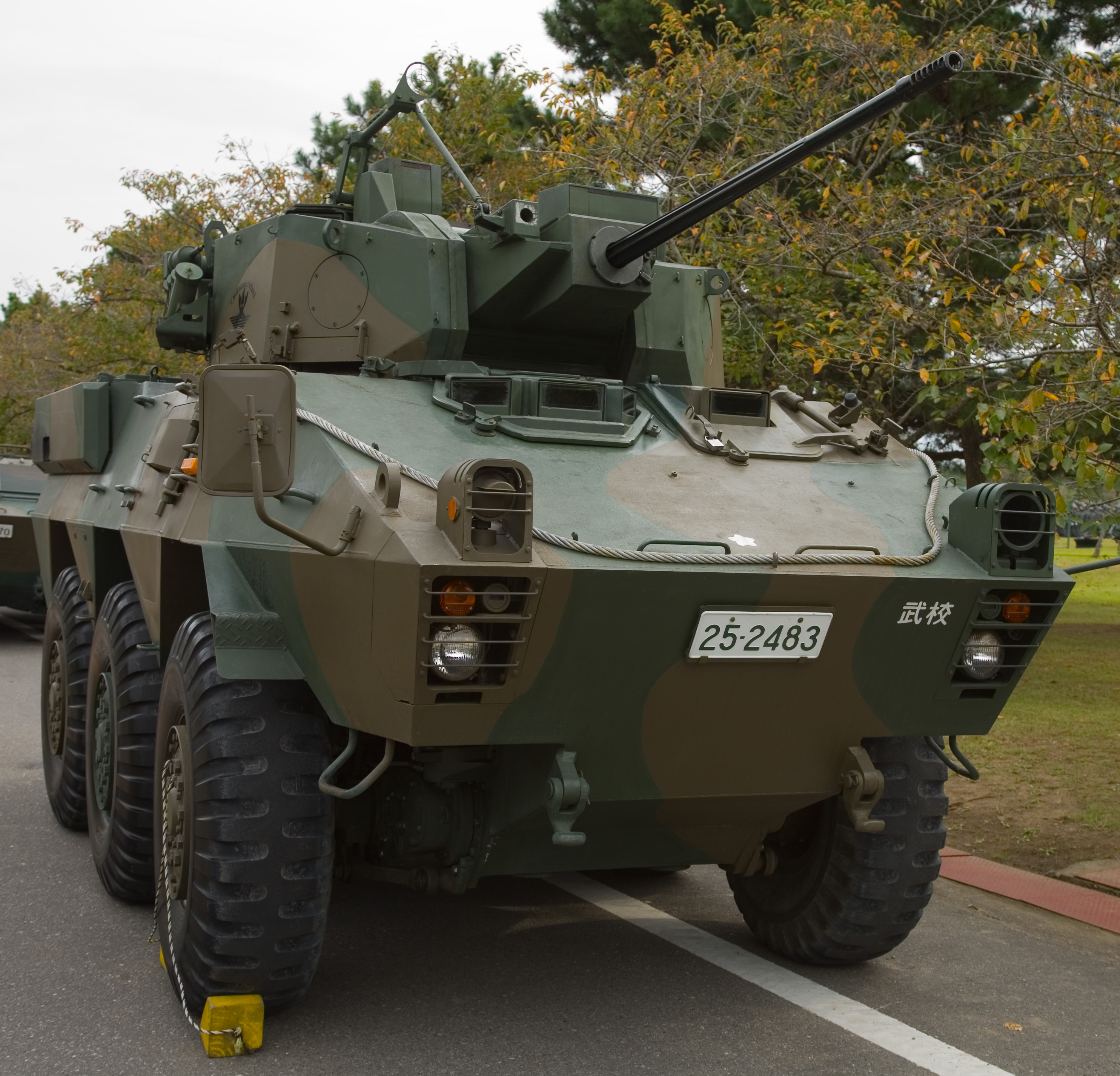
Броньована розвідувальна машина Тип 87[en]
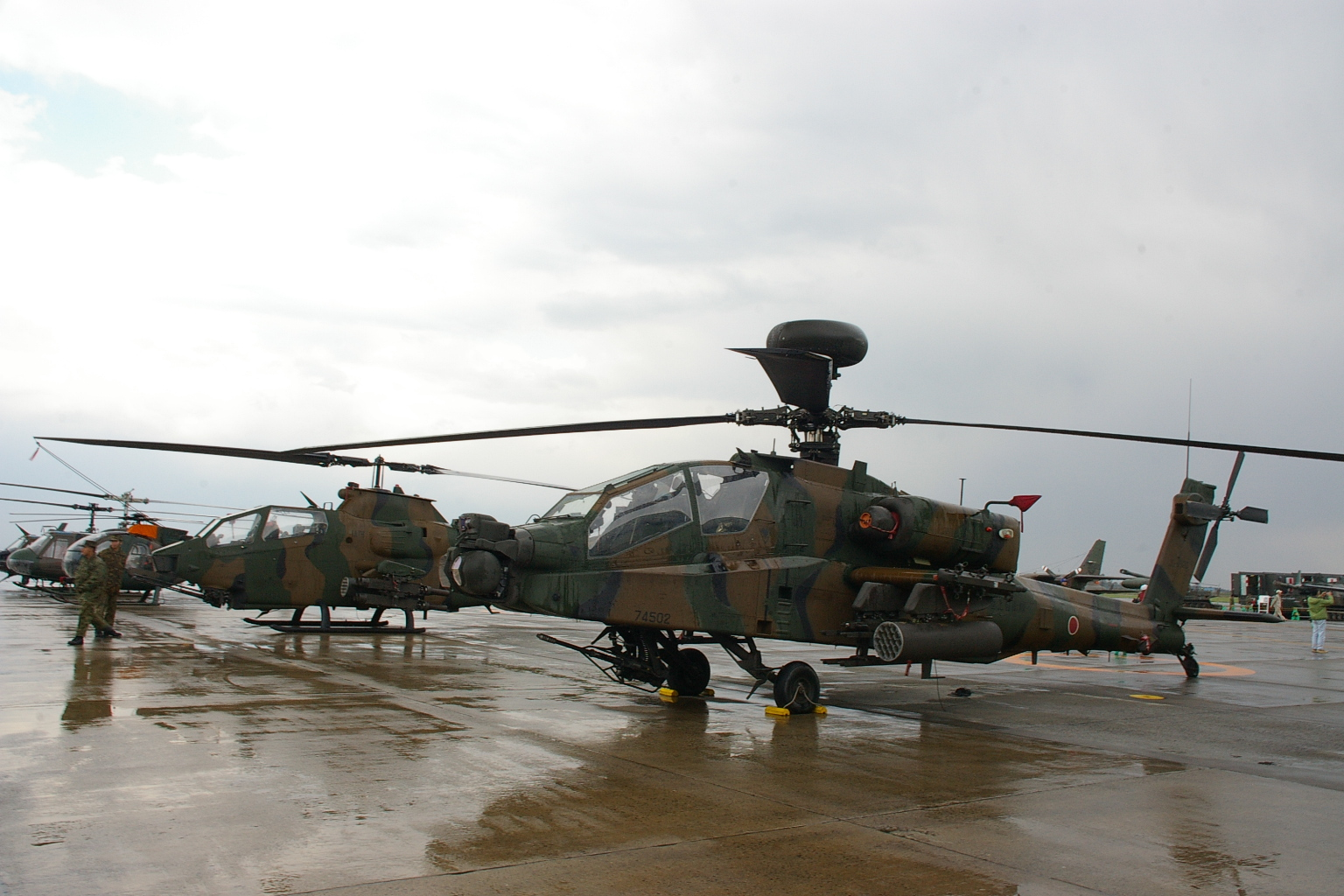
JGSDF AH-64D та AH-1S
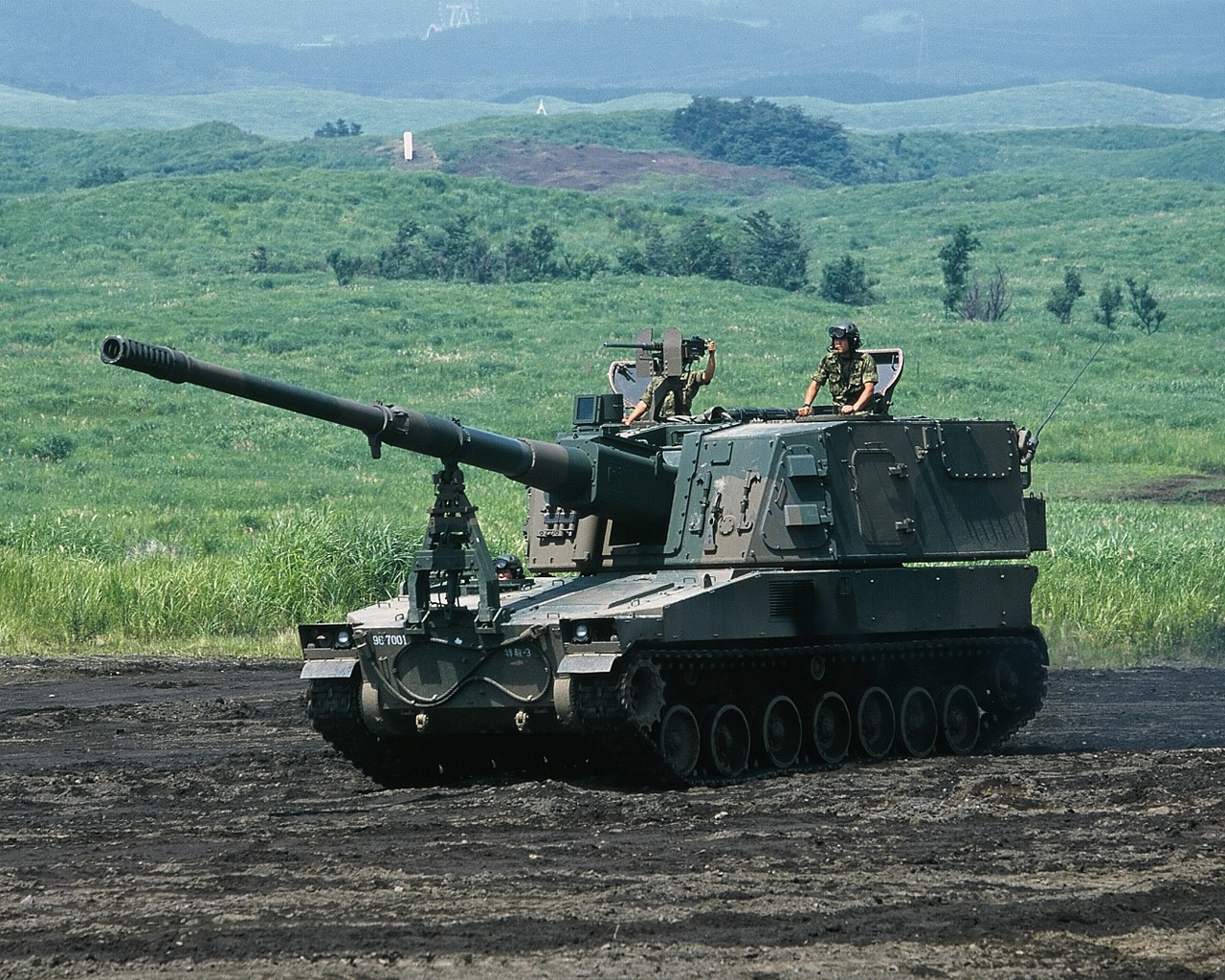
Самохідна гаубиця 155 мм Тип 99[en]
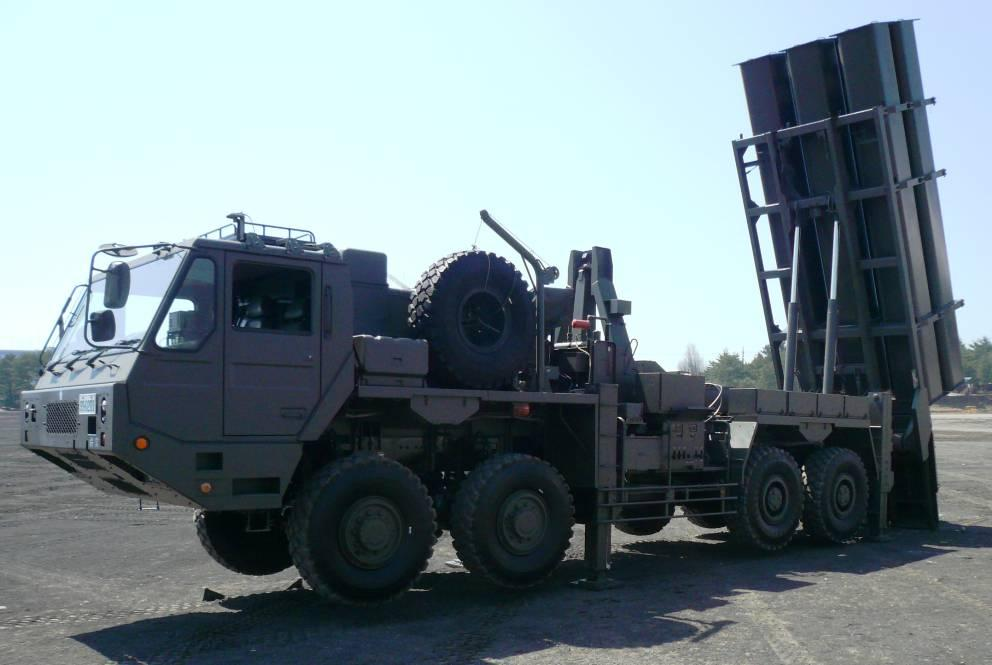
Зенітний ракетний комплекс Тип 12[en]

## Структура
Сухопутні сили Самооборони Японії складаються з 5 штабів армій, 1 танкової (7-ма) і 8 піхотних (1-ша, 2-га, 3-тя, 4-та, 6-та, 8-ма, 9-та, 10-та) дивізій, 5 піхотних (5-та, 11-та, 13-та, 14-та та 15-та), аеромобільної (12-та), повітряно-десантної (1-ша), 4 змішаних, навчальної, артилерійської, 2 зенітно-ракетних, 5 інженерних, 5 тилового забезпечення та вертолітної бригад, 10 груп (2 артилерійські, 3 зенітно-ракетні, 5 армійської авіації), 15 полків (5 зв'язку, 5 постачання, 5 медичних), 5 батальйонів військової розвідки та інші частини.

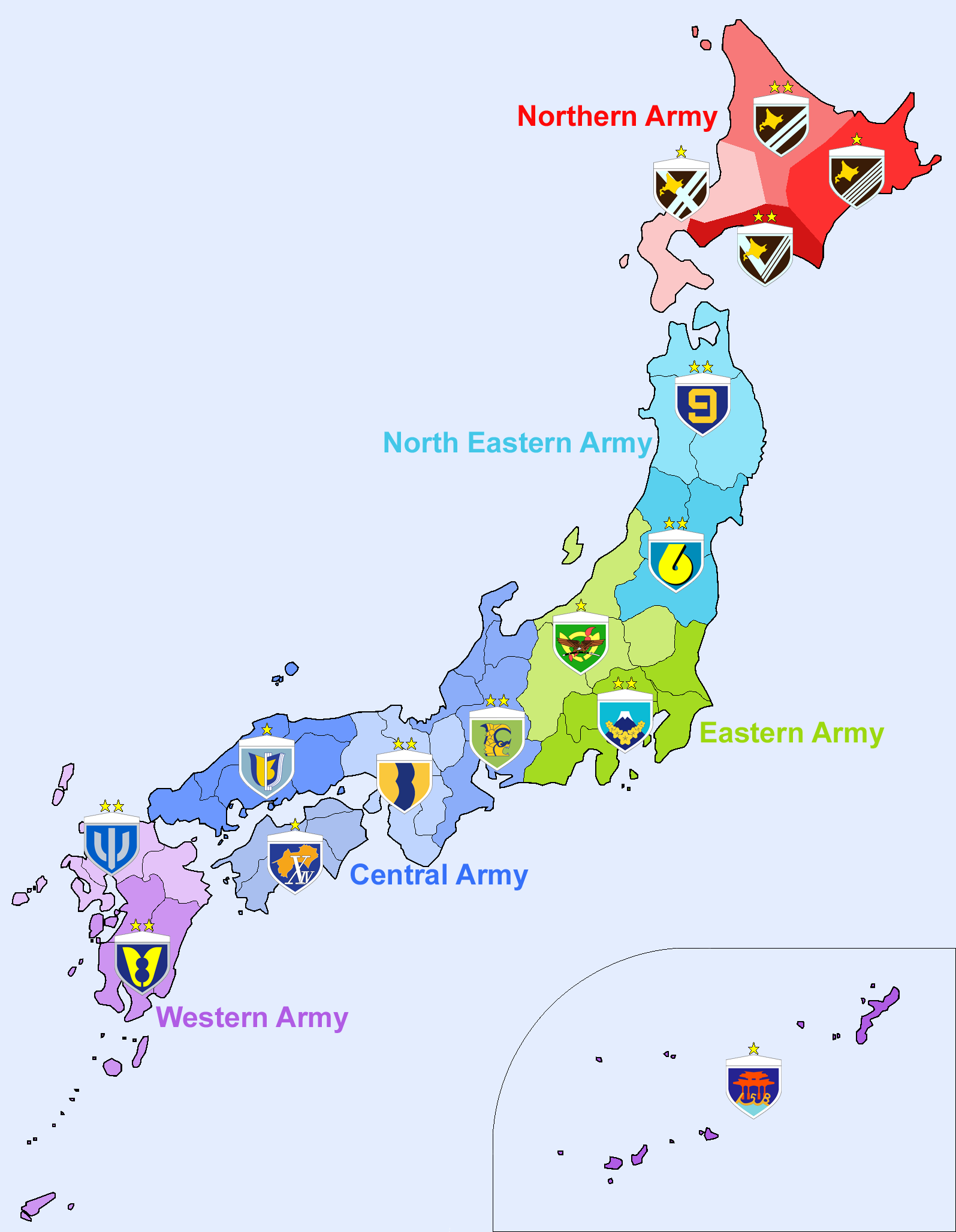
Розташування бойових частин

### Головне командування
- Командування сухопутної компоненти (陸上総隊(Rikujō Sōtai)) розташоване в районі Неріма, Токіо. 27 березня 2018 року він був реорганізований із штабу Центральних сил готовності. У воєнний час він мав координувати від двох до п'яти армій.

Центральні сили готовності
- штаб (р-н Неріма, місто Токіо)
- 1-ша повітрянодесантна бригада (Нарасіно)
- центральний піхотний полк готовності (Уцуномія, префектура Тотіґі)
- група спеціальних сил (Нарасіно, префектура Тіба)
- 1-ша гелікоптерна бригада (Кісарадзу)
- центральний підрозділ захисту від зброї масового ураження
- медичний підрозділ захисту від зброї масового ураження
- тренувальний підрозділ міжнародного мирного співробітництва

### Армії
- Північна армія (штаб в Саппоро, о. Хоккайдо)
- Північно-Східна армія (штаб в Сендай, префектура Міяґі, о. Хонсю)
- Східна армія (штаб в р-н  Неріме, префектура Токіо)
- Центральна армія (штаб в Ітамі, префектура Хьоґо)
- Західна армія (штаб в Кумамото, префектура Кумамото)

Окрім п'яти армій СВ мають Спеціальні сили, що складаються з Центральних сил готовності і піхотного полку рейнджерів Західної армії, а також рот рейнджерів в розвідувальних батальйонів дивізій.

### Дивізії
СССЯ зараз складаються з 9 регуляних дивізій (1 танкова, 8 піхотних)
- 1-ша дивізія[en], у Неріма.
- 2-га дивізія[en], У Асахікава.
- 3-тя дивізія[en], у Ітамі.
- 4-та дивізія[en], у Касуґа.
- 6-та дивізія[en], у Хіґасіне.
- 7-ма дивізія[en] (7-ма танкова дивізія), у Тітосе.
- 8-ма дивізія[en], у Кумамото.
- 9-та дивізія[en], у Аоморі.
- 10-та дивізія[en], у Нагоя.

### Бригади
СССЯ мають у своєму складі 8 бойових бригад:
- 1-ша повітрянодесантна бригада[en], у табір Нарашіно в Фунабасі, Префектура Тіба
- 5-та бригада[en], у табір Обіхіро в Обіхіро, відповідальна за оборону Північно-Східного Хокайдо
- 11-та бригада[en], у табір Маконаї в Саппоро, відповідальна за оборону Південно-Західного Хокайдо
- 12-та бригада[en] (Десантно-штурмова), у табір Соумаґахара в Сінто, відповідальна за оборону префектур Ґумма, Наґано, Ніїґата та Тотіґі.
- 13-та бригада[en], у Кайта, відповідальна за оборону регіону Тюґоку.
- 14-та бригада[en], у Дзенцуджі, відповідальна за оборону Сікоку.
- 15-та бригада[en], у Наха, відповідальна за обоону префектури Окінава
- Амфібійна бригада швидкого розгортання, у табір Аїноура в Сасебо, Нагасакі; амфібійні сили оснащені засобами десантування з кораблів, де необхідно.

Дивізії та бригади СССЯ — це загальновійськові підрозділи з піхотними, бронетанковими та артилерійськими підрозділами, підрозділами бойового забезпечення та підрозділами матеріально-технічного забезпечення. Вони є регіонально незалежними та постійними утвореннями. Чисельність дивізій коливається від 6 до 9 тис. чоловік. Бригади менші — від 3000 до 4000 осіб.
Нині у складі JGSDF є 9 бригад бойового забезпечення:
- 1-ша артилерійська бригада[en], у табір Кіта Чітосе в Тітосе, Хоккайдо
- 1-ша гелікоптерна бригада[jp], у табір Кісаразу в Кісарадзу, Префектура Тіба
- 1-ша зенітна артилерійська бригада, у табір Хіґаші в Тітосе, Хоккайдо
- 2-га зенітна артилерійська бригада, у табір Іїзука в Іїдзука, Префектура Фукуока
- 1-ша інженерна бригада, у табір Коґа в Коґа, Префектура Ібаракі
- 2-га інженерна бригада, у табір Фунаока в Сібата, префектура Міяґі
- 3-тя інженерна бригада, у табір Еніва в Еніва, Хоккайдо
- 4-та інженерна бригада, у табір Окубо в Удзі, Префектура Кіото
- 5-та інженерна бригада, у табір Оґорі в Оґорі, Префектура Фукуока

### Інші підрозділи
- Інші підрозділи та організації

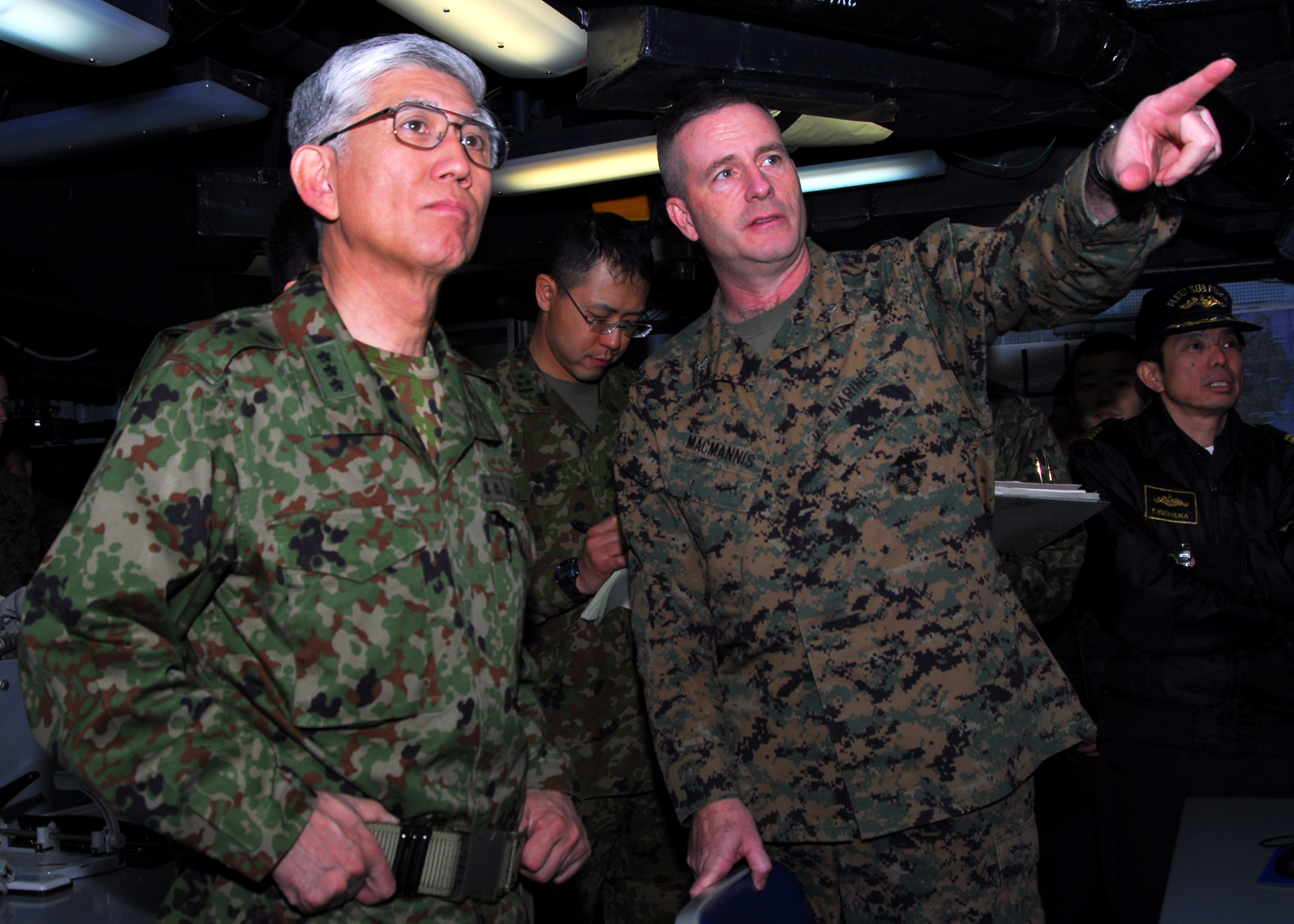
Начальник штабу JGSDF Ейдзі Кімізука розмовляє з офіцером морської піхоти США на борту USS Essex (LHD-2), у березні 2011 року

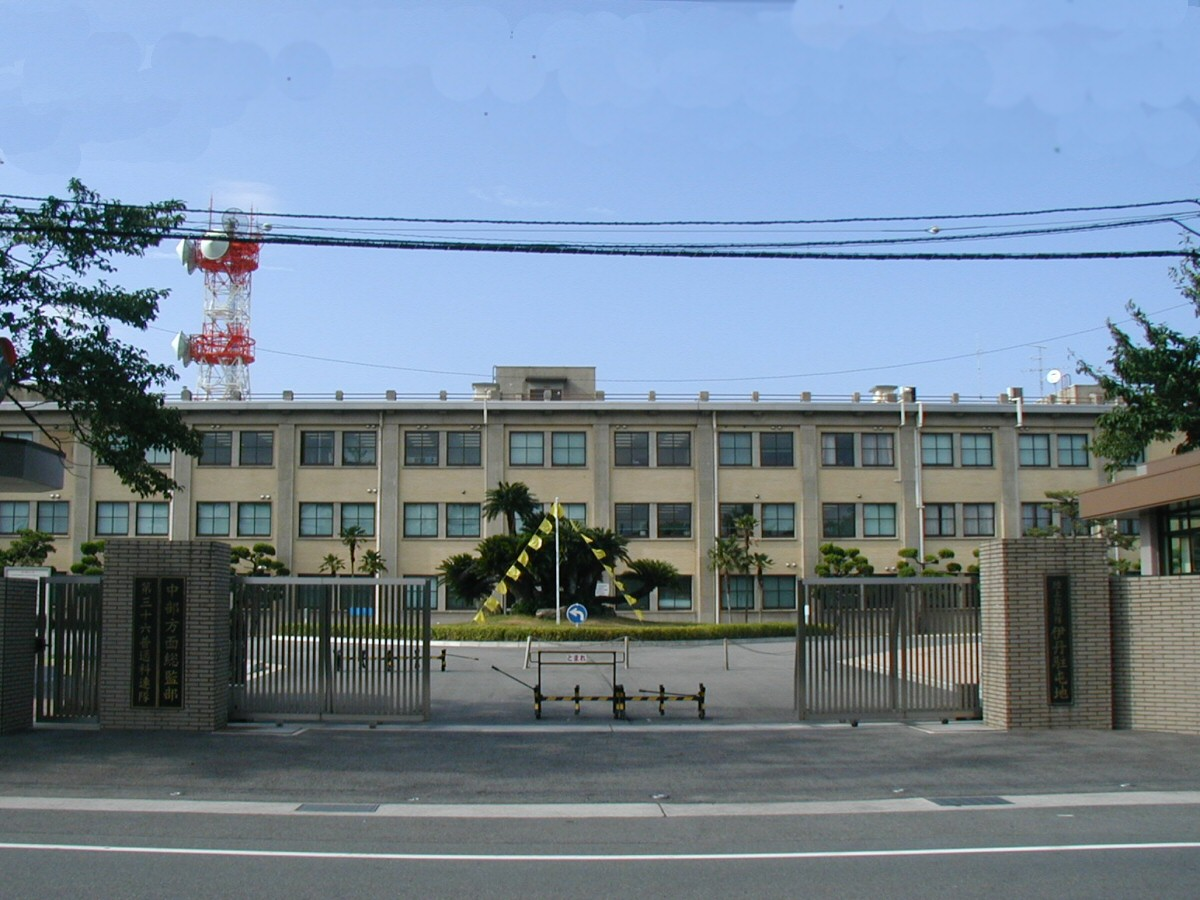
Штаб центральної армії JGSDF в Ітамі, Японія

  - Командування матеріального контролю
  - Командування наземних досліджень і розробок
  - Бригада зв'язку
  - Військова поліція
  - Командування військової розвідки
  - Коледж наземного персоналу
  - Кандидатська школа наземних офіцерів
  - Група спеціальних сил[en]

## Культура та традиції

### Музика та традиції
Сухопутні сили самооборони Японії відмовилися від майже всіх традицій, пов’язаних із колишньою Імперською армією Японії, за винятком традиції музичного маршу (Оглядовий марш був офіційним маршем IJA та сьогоднішнього JGSDF). Однак традиція гри на горні, залишена від імперської армії, збереглася до наших днів. У кожному формуванні JGDSF був взвод або рота труби, очолювана майором труби.

### Прапор та відзнаки
Прапор Японської імперської армії із симетричними 16 променями та співвідношенням сторін 2:3 скасували 1945 року. Сили самооборони Японії (JSDF) і Сухопутні сили самооборони Японії (JGSDF) використовують суттєво різні варіанти Прапору висхідного сонця з червоним, білим і золотим кольорами. Має 8 променів і співвідношення сторін 8:9. Краї променів несиметричні, оскільки вони утворюють кути 19, 21, 26 і 24 градуси. Він також має поглиблення для жовтих (золотих) неправильних трикутників уздовж країв. Прапор висхідного сонця ССЯ був прийнятий законом/наказом/указом, опублікованим в Офіційній газеті від 30 червня 1954 року.